# Чекулаев, Гордей Трофимович
Горде́й Трофи́мович Чекула́ев (Чикула́ев) (3 января 1912, Чистое, Тобольская губерния — 16 июля 1991, Киев) — участник Великой Отечественной войны, Герой Советского Союза (1944). Воинское звание — красноармеец. Специальное звание — лейтенант милиции. После увольнения в запас работал на заводе «Арсенал», в агентстве «Аэрофлот» и оператором в Киевском горгазе.

## Биография
Родился 3 января 1912 года в деревне Чистое Казаркинской волости Курганского уезда Тобольской губернии, ныне деревня входит в Макушинский муниципальный округ Курганской области. Русский.
После окончания семи классов Казаркинской школы работал сначала в совхозе «Макушинский», затем окончил курсы трактористов и работал в МТС.
В 1936—1938 годах проходил службу в Рабоче-крестьянской Красной Армии на Дальнем Востоке.
После демобилизации был направлен для укрепления механизаторских кадров в Казаркинскую МТС, где зарекомендовал себя знающим дело хлеборобом.
13 августа 1941 года он повторно был призван в армию Макушинским РВК Челябинской области. С 7 декабря 1941 года — на фронтах Великой Отечественной войны. Служил в 924-м стрелковом полку.
22 октября 1942 года был ранен под Сталинградом. Получил сквозное пулевое ранение правой голени с повреждением большой берцовой кости, находился на излечении в эвакогоспитале № 4457 города Пролетарска с 6 ноября 1942 года по 4 марта 1943 года.
Из-за ошибки в документах «сменил» фамилию на "Чекулаев".
К октябрю 1943 года был пулемётчиком пулемётной роты 3-го стрелкового батальона 1144-го стрелкового полка 340-й стрелковой дивизии 38-й армии Воронежского фронта. Отличился во время битвы за Днепр. В ночь с 1 на 2 октября 1943 года в бою на плацдарме на западном берегу Днепра в районе села Борки Вышгородского района Киевской области Украинской ССР подавил три немецкие огневые точки. Также отличился во время боёв за расширение плацдарма. Село Борки ныне не существует, затоплено Киевским водохранилищем.
В последующих боях получил тяжёлое ранение. С 10 ноября 1943 года по 29 февраля 1944 года был в госпитале № 5908. В 1944 году был демобилизован.
Указом Президиума Верховного Совета СССР «О присвоении звания Героя Советского Союза генералам, офицерскому, сержантскому и рядовому составу Красной Армии» от 10 января 1944 года за «образцовое выполнение боевых заданий командования на фронте борьбы с немецко-фашистскими захватчиками и проявленные при этом отвагу и геройство» был удостоен высокого звания Героя Советского Союза с вручением ордена Ленина и медали «Золотая Звезда».
Проживал в Киеве, до 1954 года служил в милиции. Работал на разных оперативных должностях в УВД по Киевской области: участковым в районе, оперуполномоченным, а затем инспектором при областном Управлении. Отправлен в запас в звании лейтенанта милиции в 1954 году.
В 1948 году вступил в ВКП(б), в 1952 году партия переименована в КПСС.
Продолжил трудиться на заводе «Арсенал», в агентстве «Аэрофлот» и, позже, оператором в Киевском горгазе. Работал до 1987 года, инвалид II группы (по ранению).
Умер 16 июля 1991 года. Похоронен на Байковом кладбище города Киева Украинской ССР, ныне город — столица Украины.

## Награды
- Герой Советского Союза, 10 января 1944 года[4][5][6]
  - Орден Ленина № 17845
  - Медаль «Золотая Звезда» № 3585
- Орден Отечественной войны I степени, 1985 год
- медали, в т. ч.
  - Медаль «За боевые заслуги», 19 мая 1944 года
  - Медаль «За трудовую доблесть», 1964 год
  - Медаль «За оборону Сталинграда», 7 августа 1944 года
- Ударник коммунистического труда, 1964 год

## Память
- Постановлением Администрации Макушинского района №25 от 27 января 2015 года Муниципальному казенному общеобразовательному учреждению «Казаркинская средняя общеобразовательная школа» было присвоено имя Героя Советского Союза Чекулаева Гордея Трофимовича, выпускника данной школы[7].
  - На здании школы установлена мемориальная доска, открыта в мае 2015 года, к 70-летию Победы.
  - «Парта героя» установлена в Казаркинской школе в мае 2020 года[8].

## Семья
- Отец — Трофим Тарасович Чикулаев, бомбардир-наводчик, воевал в Первую мировую войну в артиллерии.
  - В семье было пятеро детей (двое мальчиков и три девочки). Гордей Трофимович был средним ребенком.
- Жена — Анна Петровна Чикулаева (урожд. Коркина)[9]. 
  - Сын — Ефим Гордеевич Чикулаев, род. 22 сентября 1936 года, начальник Управления военной контрразведки Ставки главного командования войск Юго-Западного направления (1990—1992), генерал-майор[10].
  - Дочь — Евдокия Гордеевна Чикулаева, род. 13 марта 1939 года, начальник юридического отдела Торгово-промышленной Палаты Украины.
  - Сын — Виктор Гордеевич Чикулаев, род. 14 августа 1946 года, начальник конструкторского отдела, инженер-электрик.